# Walter Calé
Walter Calé, född 1881 och död 1904, var en tysk författare.
Calé var den som i Tyskland invarslade frigörelsen från Émile Zola och Richard Wagner. Med skrarpt intellekt och högtflygande fantasi skrev han 1900-04, utom lyrik, en roman, ett drama (Franciscus) och en lärd avhandling om nyplatonismen, men förintade de flesta av sina manuskiript innan han 23 år gammal begick självmord. Han efterlämnade skrifter med biografi utkom 1906.